# Alicia Zubasnabar de De la Cuadra
Alicia Licha Zubasnabar de De la Cuadra (Sauce, 15 de julio de 1915 - La Plata, 1 de junio de 2008) fue una activista de derechos humanos en la Argentina, una de las doce fundadoras y primera presidenta de la Asociación Abuelas de Plaza de Mayo. Ha sido distinguida como "mujer destacada" por el Congreso de la Nación Argentina y como "ciudadana ilustre" por la provincia de Corrientes.

## Biografía
Alicia Zubasnabar de De la Cuadra nació en la pequeña localidad de Sauce (provincia de Corrientes), en 1915. Allí se casó y tuvo cinco hijos con su esposo Roberto Luis de la Cuadra, obrero metalúrgico. En 1945 migraron para radicarse en la ciudad de La Plata, capital de la provincia de Buenos Aires.
Durante la dictadura cívico-militar autodenominada Proceso de Reorganización Nacional (1976-1983) fueron secuestrados-desaparecidos
su esposo (obrero de Propulsora Siderúrgica, de Ensenada),
su hijo Roberto José,
su hija Elena (que se hallaba embarazada),
su yerno Héctor Baratti y
su otro yerno Gustavo Ernesto Fraire, con su nieto que sí recuperó. Luego se enteraría que, el 16 de junio de 1977 nació en cautiverio su nieta, a quien la madre llamó Ana Libertad. Ninguno de ellos volvió a aparecer.
Monseñor Emilio Graselli, secretario privado del vicario castrense, monseñor Adolfo Tortolo, quien poseía un registro de gran cantidad de desaparecidos y sobre todo estaba relacionado con la suerte de los bebés nacidos en cautiverio, le informó que su hijo había muerto y que su hija se encontraba detenida.
Al año siguiente Alicia recibió noticias del nacimiento de su nieta y de las condiciones deplorables en que se encontraban su hija y su yerno: 

Ese día (11 de julio de 1977), llegó a casa un hombre joven, que dijo haber estado en la comisaría Quinta de La Plata, en el mismo cuarto que el marido de Elena. Sobre mi hijo no me habló. Pero me contó que Elena había tenido una nena, que le puso Ana, que pesó 3 kilos 750 gramos, que le fueron tomadas las huellas plantares. Me dijo que Elena compartía su mismo calabozo con otras cinco chicas ―en medio de la más absoluta falta de higiene― y que tuvo familia sin atención médica y tirada en el piso, mientras sus compañeras gritaban espantosamente, pidiendo ayuda. Me contó que el marido de Elena, junto con otros 35 hombres, estaba en ese momento, en la celda de al lado, esposado y con los ojos vendados y que lo torturaban periódicamente. Al final, muy dolorido, me confesó que a los cuatro días de nacer, Ana fue separada de su madre y que Héctor había mandado una especie de último mensaje: -Busquen a nuestra hija.

Los jueces se negaron sistemáticamente a impulsar ningún tipo de actividad investigativa. Poco después ―gracias a tratativas realizadas no por la Iglesia católica en Argentina sino por la orden jesuita en Italia― intervino monseñor Mario Pichi, quien se entrevistó con el coronel Enrique Rospide para pedirle si podía entregar la bebé a su abuela. Este último respondió:

Lo que me pide usted es imposible, monseñor. La niña ―y esto es un hecho irreversible― ya ha sido entregada a una familia demasiado importante.

## Abuelas de Plaza de Mayo
El golpe de Estado del 24 de marzo de 1976 estableció un régimen terrorista que tuvo como eje la desaparición forzada de los opositores y la imposición de un clima de terror destinado a evitar cualquier reclamo. En ese momento la situación de indefensión e impotencia de los familiares de las personas desaparecidas era extrema, ya que ninguna democracia del mundo, ni la Iglesia católica, o las organizaciones internacionales humanitarias, estaba dispuesta a condenar las atrocidades cometidas por el régimen militar y, por el contrario, en algunos casos cooperaban con la represión ilegal. Tampoco era posible recurrir al sistema judicial.
En esas condiciones un grupo de madres, padres y familiares de los desaparecidos iniciaron un movimiento de resistencia no violenta, que se volvería histórico. La propuesta surgió de Azucena Villaflor, luego desaparecida y asesinada por la dictadura:

Tenemos que ir directamente a la Plaza de Mayo y quedarnos allí hasta que nos den una respuesta.

 El 30 de abril de 1977 comenzaron a marchar cada jueves alrededor de la Pirámide de Mayo, en la plaza del mismo nombre, situada frente a la casa de gobierno. Para llamar la atención las mujeres decidieron cubrirse el cabello con un pañal de tela blanco. El grupo recibió rápidamente el nombre de Madres de Plaza de Mayo y por su sola presencia comenzó a ejercer presión nacional e internacional sobre el destino de las personas que desaparecían en la Argentina. Entre estas madres-abuelas se encontraba Alicia Zubasnabar de De la Cuadra, "Licha", quien había comenzado a participar en las rondas en septiembre de 1977, junto con su esposo y Hebe de Bonafini.
Por ese entonces otra madre-abuela, María Isabel Chorobik de Mariani, "Chicha", había comenzado a buscar a otras madres de desaparecidos que, como ella, también estuvieran buscando a sus nietos. Mariani había sido impulsada a agruparse con otras abuelas por Lidia Pegenaute, una abogada que se desempeñaba como asesora de menores en los tribunales de La Plata, donde aquella intentaba infructuosamente encontrar alguna solución para su caso. En el segundo semestre de 1977 Mariani fue a buscar a De la Cuadra a su casa de La Plata:

El día que conocí a Alicia ella estaba con un salto de cama rosado y ordenaba su casa. Empezamos a charlar y perdimos la noción del tiempo. Ese día empecé a descubrir lo que realmente estaba pasando y a entender que la búsqueda debía hacerse de otra manera, que no había un solo niño desaparecido sino por lo menos dos. Y si había dos, ¡cuántos más podrían ser? Por primera vez tuve la horrorosa sensación de que no encontrábamos a los niños porque no nos los querían entregar.

Ese día Chicha y Licha tomaron la decisión de agruparse como abuelas y ésta convocó a aquellas que conocía de las rondas de los jueves en Plaza de Mayo.

Licha (Alicia de De la Cuadra) buscó a las otras abuelas que ya conocía de la Plaza de Mayo, nos reunimos y decidimos empezar a trabajar juntas. Éramos 12 en ese momento. A mi me asombró verlas con tanta serenidad; yo era un guiñapo, un llanto continuo, las veía a ellas tan serenas y decía ’tengo que ser como ellas’. Primero nos dimos a conocer como «Abuelas Argentinas con Nietitos Desaparecidos». Pero fuimos creciendo, la gente empezó a conocernos y a llamarnos las "Abuelas de Plaza de Mayo". (Chicha Mariani)

Las doce madres-abuelas fundadoras fueron: María Isabel Chorobik de Mariani, Beatriz H. C. Aicardi de Neuhaus, Eva Márquez de Castillo Barrios, Alicia Zubasnabar de De la Cuadra, Vilma Delinda Sesarego de Gutiérrez, Mirta Acuña de Baravalle, Haydee Vallino de Lemos, Leontina Puebla de Pérez, Delia Giovanola de Califano, Raquel Radio de Marizcurrena, Clara Jurado y María Eugenia Casinelli de García Irureta Goyena. Licha Zubasnabar fue su primera presidenta. Inicialmente adoptaron el nombre de Abuelas Argentinas con Nietitos Desaparecidos pero en 1980 terminaron organizándose legalmente con la denominación por la que ya eran públicamente reconocidas, Abuelas de Plaza de Mayo.
Este subgrupo de Las Madres comprendió que la situación de los niños secuestrados por las fuerzas de seguridad, era diferente de la de sus padres y que se precisaban estrategias y metodologías específicas para recuperarlos. "Buscar a sus nietos sin olvidar a sus hijos", fue la consigna que las agrupó.
Durante la dictadura militar y a pesar de los riesgos, las Abuelas de Plaza de Mayo iniciaron una tarea detectivesca para localizar a sus nietos, sin abandonar la búsqueda de sus hijos, a la vez que emprendieron una acción de sensibilización nacional e internacional acerca de los niños desaparecidos y el robo de bebés. 
Una vez recuperada la democracia el 10 de diciembre de 1983 las Abuelas promovieron la utilización de los últimos adelantos genéticos para establecer un sistema de identificación de los nietos apropiados, sin antecedentes en el mundo y presionaron para que el Estado enjuiciara a los responsables de los secuestros de los niños, considerándolo como parte de un plan represivo. 
En 1984 las Abuelas se organizaron como asociación civil sin fines de lucro, dejando Alicia la presidencia, que pasó a ser ejercida por María Isabel de Mariani (Chicha). Para entonces su esposo acabada de fallecer. Desde entonces Alicia continuó como vocal de la asociación. Hasta 2008, Abuelas de Plaza de Mayo habían recuperado 88 nietos. Se estima que en total fueron secuestrados unos quinientos niños, nacidos entre 1975 y 1980.

Y sin embargo, uno sigue esperando. Seguimos esperando. Y yo creo que vamos a esperar de por vida. Muchas veces me he sentido desesperada e impotente ante esa muralla de silencio y negación total de lo sucedido. Pero nunca, nunca vencida y en todo momento con la convicción de seguir mi lucha hasta encontrar a todos los nietos y a mi nieta, hasta lograr su restitución a su verdadero hogar, hasta poder cobijarla en mis brazos como querían sus padres. Y si no puedo tener a mis hijos desaparecidos, seguiré luchando por el esclarecimiento de todo lo sucedido, para que los argentinos y el mundo entero sepan, sin lugar a dudas, quiénes fueron los asesinos. (Alicia de De la Cuadra)

## Reconocimientos
En 2007 Alicia Zubasnabar fue distinguida como "mujer destacada" por el Congreso de la Nación Argentina, y en 2005 como "ciudadana ilustre" por la Provincia de Corrientes.

## Hallazgo de Ana Libertad
El 21 de agosto de 2014, la entidad de Abuelas de Plaza de Mayo, liderada por su presidenta Estela de Carlotto dio a conocer la noticia de que habían encontrado a la nieta número 115, hija de Elena De la Cuadra y Héctor Baratti y nieta de Alicia Zubasnabar de De la Cuadra. Ana Libertad reside en los Países Bajos y se hizo un análisis voluntariamente a raíz de una investigación judicial que llevaron a cabo las Abuelas a partir de una denuncia realizada en 2010 y por la cual se la señalaba como una posible hija de desaparecidos.